# Christophe Willem
Christophe Willem, nome d'arte di Christophe Durier (Enghien-les-Bains, 3 agosto 1983), è un cantante francese.
In carriera ha vinto la quarta edizione di Nouvelle Star nel 2006.

## Biografia
Willem ha trascorso gran parte della sua infanzia a Deuil-la-Barre. Ha iniziato a dedicarsi alla musica sin da bambino, prima suonando il pianoforte, ed in seguito cantando in un coro gospel chiamato "Young Voices". Ha cominciato a comporre canzoni all'età di quattordici anni.
Nel 2004 è apparso nel film della Richard Anconina Films, Alive interpretando il ruolo di un cantante. Dopo questo e altri piccoli ruoli tornò a casa dove si dedicò allo studio e lavorò in teatro come aiutante.

## Carriera

### 2006-oggi:Nouvelle Star, il primo album e X-Factor
Nel 2006, spinto da amici e famiglia, decide di partecipare al talent show Nouvelle Star. Si presenta alle audizioni esibendosi in Strong Enough di Des'ree. L'8 giugno 2006 arriva in finale vincendo la quarta stagione di Nouvelle Star.
il 16 aprile 2007 viene pubblicato il suo primo album, Inventaire. Il primo singolo Élu produit de l'année è stato pubblicato a marzo.
Nel maggio 2007 ha pubblicato il secondo singolo Double Je che è arrivato alla prima posizione in Francia e in Belgio. Il terzo singolo Jacques A Dit è stato pubblicato nell'autunno dello stesso anno.
L'album ha venduto oltre 1 milione di copie e ha ricevuto il disco d'oro in Belgio e Svizzera. Il tour promozionale di Inventaire è iniziato il 15 novembre 2007 e si è concluso il 20 luglio 2008, si è svolto in Francia, Belgio e Svizzera.
Nel 2007 è apparso nella lista degli artisti che hanno guadagnato di più in Francia, si è posizionato al numero 6 con 1.22 milioni guadagnati.
Sempre nel 2007 ha partecipato al Night of the Proms tour affiancando cantanti come Lara Fabian, Murray Head e i Tears for Fears.
Il 25 maggio 2009 ha pubblicato il suo secondo album, Caféine. I singoli estratti sono stati: Berlin, Plus Que Tout, Heartbox e "Entre nous et le sol". L'album ha debuttato alla posizione numero 1 in Francia.
Nel 2010 è partito dallo Zénith il Coffee Tour.
Nel 2011 è entrato a far parte della trasmissione X-Factor francese come giudice.
Alla fine del 2011 pubblicato il terzo album di inediti "Phrismophonic".

### Altre attività
Nel 2007 ha inciso tre canzoni per la colonna sonora del film Disco di Fabien Onteniente. Le tre canzoni erano cover di Dionne Warwick: September degli Earth, Wind and Fire,  e Heartbreaker.
Il 13 settembre 2008 insieme ad altri artisti omaggia il tenore Luciano Pavarotti presso il Parc de Saint-Cloud, cantando One degli U2.
Nel 2008 ha partecipato alla realizzazione dell'album Sol En Si - Le concert des Grands Gamins per aiutare i bambini malati di AIDS.
Ha interpretato la canzone Monopolis al 30º anniversario della trasmissione Starmania.

## Discografia

### Album studio
- 2007 - Inventaire
- 2009 - Caféine
- 2011 - Prismophonic

### Acustico
- 2007 - Inventaire tout in acoustic

### Singoli
- 2006 - Sunny
- 2007 - Élu produit de l'année
- 2007 - Double je
- 2007 - Jacques a dit''
- 2008 - Quelle chance/September
- 2009 - Berlin
- 2009 - Plus que tout
- 2009 - Heartbox
- 2010 - Entre nous et le sol
- 2011 - Cool
- 2012 - Si mes larmes tombent
- 2012 - Starlite

## Videografia

### DVD
- 2008 -Fermeture pour rénovation

### Tour
- 2007 - 2008 - Inventaire Tour
- 2009 - Coffee Tour